# Бєлікін Яків Олексійович
Я́ків Олексі́йович Бєлі́кін (1896-1949) — український міліціонер.

## Життєпис
Народився 1896 року в Московській губернії у селянській родині. 1918 року вступив в робітничо-селянську Червону армію. Після демобілізації працює в органах міліції, починав в підрозділах Московської та Рязанської міліції.
25 жовтня 1943 року його переведено в карний розшук Мелітопольського міського відділу міліції. Представлявся до нагороди орденом Леніна і Червоної Зірки.
У березні 1949 року Яків Бєлікін у своєму кабінеті підбивав підсумки минулого дня, та близько 3-ї години вирушив до родини. Підіймаючись вулицею, дійшов до колишньої будівлі середньої школи № 4, де почув гомін, що долинав знадвору. У дворі Бєлікін побачив людей, котрі вантажили мішки з зерном у машину. Незважаючи на чисельну перевагу, міліціонер вирішив затримати грабіжників. Останні завдали йому кілька ударів ломом по голові, міліціонер знепритомнів. Травми виявилися смертельними; опритомнівши, Бєлікін встиг записати на долоні номер вантажівки. Тіло міліціонера було вивезене за місто та заховане, вранці його знайшла випадкова перехожа. Ще через добу міліціонери затримали злочинців, які вбили Бєлікіна.
У Мелітополі існує вулиця, пойменована на честь Якова Бєлікіна.
Ім'я Якова Бєлікіна занесене на пам'ятну дошку співробітникам Мелітопольської міліції, котрі загинули при виконанні службових обов'язків.